# Девідсон Тауншип (округ Салліван, Пенсільванія)
Девідсон Тауншип (англ. Davidson Township) — селище (англ. township) в США, в окрузі Саллікан штату Пенсільванія. Населення — 549 осіб (2020).

## Демографія
Згідно з переписом 2010 року, у селищі мешкали 573 особи в 242 домогосподарствах у складі 163 родин. Було 580 помешкань
Расовий склад населення:
| - 98,1 % — білих - 1,0 % — чорних або афроамериканців - 0,3 % — азіатів |

До двох чи більше рас належало 0,5 %. Частка іспаномовних становила 0,5 % від усіх жителів.
За віковим діапазоном населення розподілялося таким чином: 17,5 % — особи молодші 18 років, 63,1 % — особи у віці 18—64 років, 19,4 % — особи у віці 65 років та старші. Медіана віку мешканця становила 48,1 року. На 100 осіб жіночої статі у селищі припадало 94,2 чоловіків;  на 100 жінок у віці від 18 років та старших — 90,0 чоловіків також старших 18 років.
Середній дохід на одне домашнє господарство  становив 53 636 доларів США (медіана — 41 875), а середній дохід на одну сім'ю — 54 749 доларів (медіана — 42 396). За межею бідності перебувало 7,1 % осіб, у тому числі 18,3 % дітей у віці до 18 років та 6,8 % осіб у віці 65 років та старших.
Цивільне працевлаштоване населення становило 270 осіб. Основні галузі зайнятості: освіта, охорона здоров'я та соціальна допомога — 20,4 %, виробництво — 15,2 %, роздрібна торгівля — 13,7 %, будівництво — 12,6 %.